# スズキ・GN
GN（ジーエヌ）とは、スズキが製造・発売するオートバイ（原動機付自転車および自動二輪車）のシリーズ車種である。

## 概要
1980年代前半にからアメリカンタイプのシリーズとして、GN400・GN250・GN125・GN80・GN50と5つの排気量のモデルが発表された。
車両解説
- アメリカン風ロー&ロングのフォルム。
- ティアドロップ形状の燃料タンクを採用。
- 空冷単気筒エンジンを搭載。(ただし50と80は2サイクルエンジンとなる)
- キャストホイールを採用（一部の日本国外輸出モデルを除く）。

## モデル一覧

### GN125 / GN125E

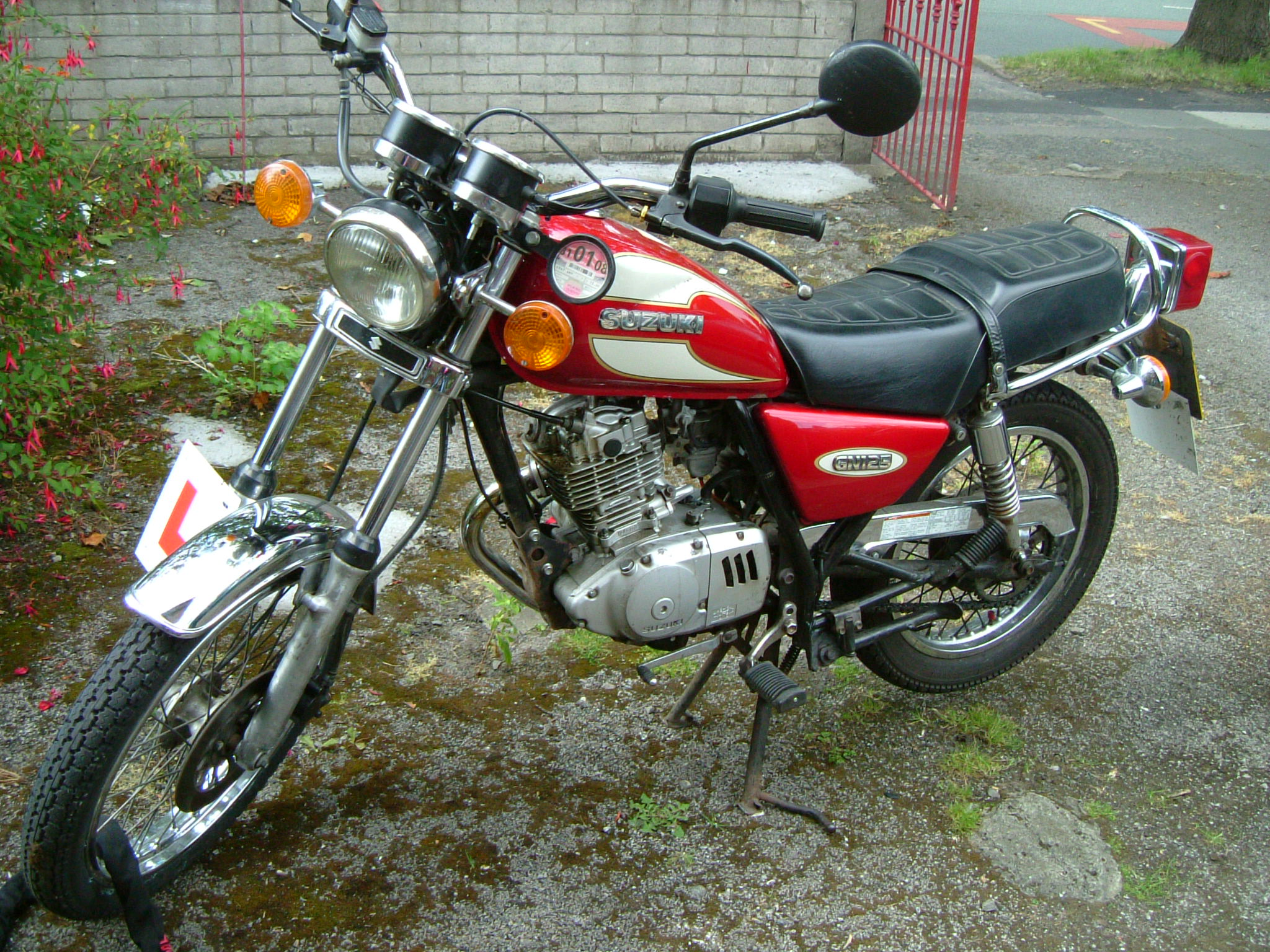
スズキ・GN125（日本国外輸出モデル）

GN125は125cc4ストローク単気筒エンジンを搭載し、1982年4月に発売された。エンジンは同じ125クラスのGS125と同じであるが若干ディチューンされている。日本国内では全車キャストホイール仕様のGN125Eという名称で販売されていたが、スポークホイール仕様の設定があった日本国外輸出向けモデルにはGN125（末尾にEが付かない）が存在する。デビュー後はカラーリング等の変更のみにとどまり、基本設計は変更なく、国内仕様・輸出仕様ともに1999年に生産終了となった。これ以外に、スズキから技術供与を受けた中国のオートバイメーカー大長江集団が、中国・広東省にてGN125のOEM生産を1990年より行っている。

### GN400 / GN400E

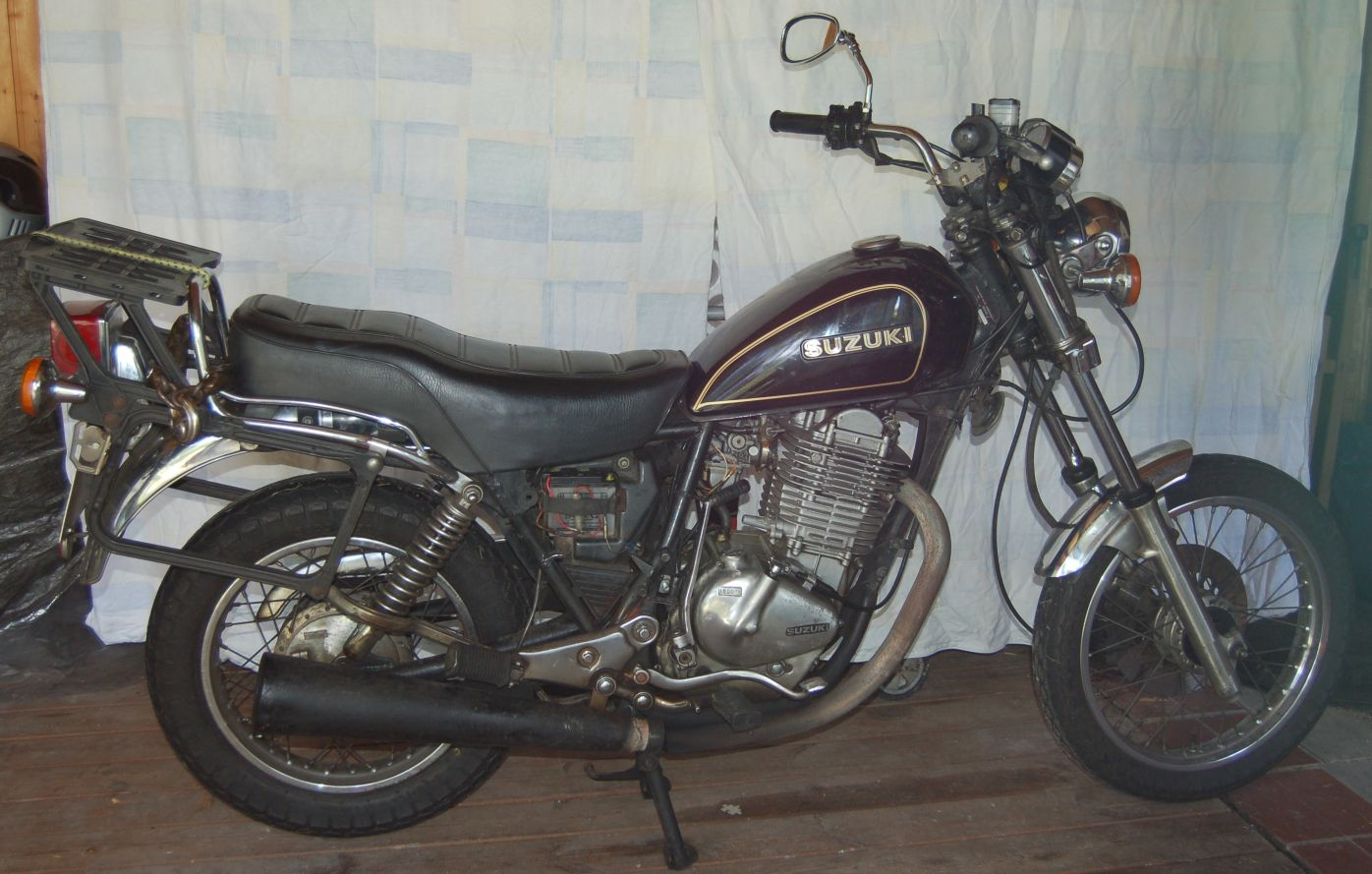
スズキ・GN400（日本国外仕様）

GN400Eは、スズキ・SP370（正確には輸出モデルのSP400）のエンジンを流用し、1980年に発売された。オフロード車のSP400そのままに，電装6V・始動はキックのみという仕様であった。1980年代前半のバイクブームの際に販売された車種ではあるが、発売当初から不人気車であり、わずか4年後の1984年に生産終了になる。日本国内仕様はキャストホイール標準装備の「GN400E」として販売。輸出モデルについては、同様の仕様にて「GN400L」の名称で販売された地域がある。またスポークホイールに換装された「GN400TD」（西ドイツ・オランダ仕様）、「GN400」（カナダ仕様）などがある。これ以外の派生車種として、スポークホイールを標準装備するロードスポーツタイプの「GN400」も存在する。同モデルは、段付きではなくフラットなダブルシートを備え、前輪側車軸がリーディングアクスルではなくセンターアクスルである点など、ベースモデルのアメリカンタイプとは大きく異なっている。

### GN250 / GN250E
GN250Eは、スズキ・DR250Sのエンジンを流用し、1982年に発売された。これもGN400ほどではなかったものの不人気車で日本国内での販売はふるわなかった。輸出専用車種として、スポークホイール仕様の派生モデル「GN250」も存在する。GN250Eは、2007年までニュージーランドでは生産と販売が行われていた。
2008年現在、中華人民共和国ではGN250Eと呼ばれるオートバイが、重慶市に本社を置く、スズキと現地の会社の合弁で設立した重慶望江鈴木発動機有限公司においてOEM生産されている。
ちなみに、GN250からエンジン、フレーム、サスペンション、ホイール、フォーク、マフラー等をそのまま流用し、外装を化粧直しして販売されたのが、1994年発売のスズキ・ボルティーである。ボルティーは、ネオクラシックスタイルのエントリーモデルとして一定の評価を得て、10年にわたって販売され続けた。
NJ41A仕様沿革

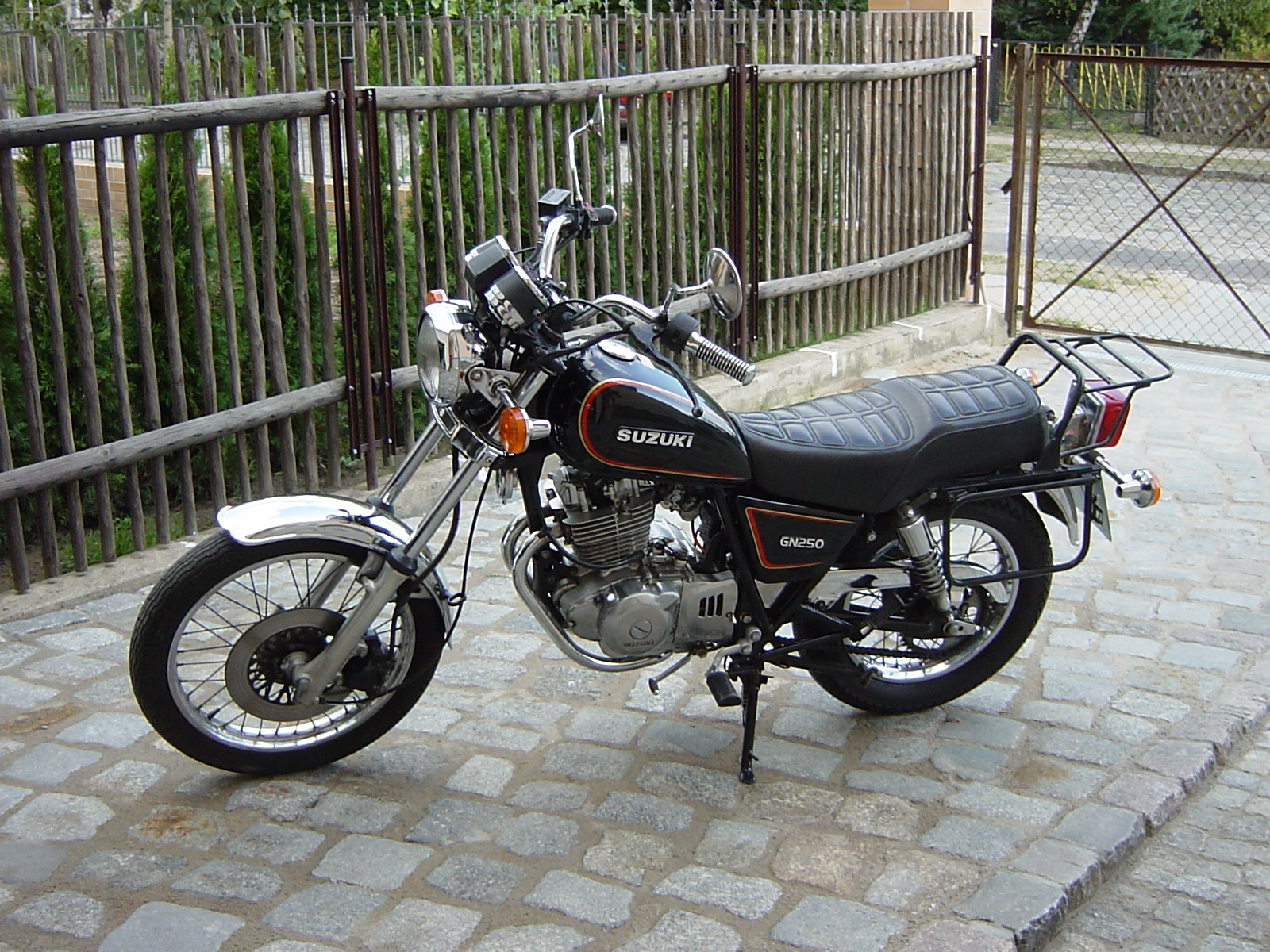
スズキ・GN250（日本国外仕様）

- GN250（1982年）※国内仕様「GN250E」（キャストホイール仕様車）
- GN250F（1985年）
- GN250J（1988年）
- GN250K（1989年）
- GN250L（1990年）
- GN250M / EM（1991年）
- GN250N（1992年）
- GN250P（1993年）
- GN250R（1994年）
- GN250T / ET（1996年）
- GN250W / EW（1998年）
- GN250X / EX（1999年）
- GN250Y / EY（2000年）
- GN250K1 / EK1（2001年）
- GN250EK4（2004年）※ニュージーランド仕様
- GN250EK5（2005年）※ニュージーランド仕様
- GN250EK6（2006年）※ニュージーランド仕様

### GN80
GN80はRG80EやTS80と同じエンジンを搭載、1981年に発売。最高出力10ps、全長2005mmと125よりも大きいボディで、2人乗りも可能であった。燃料タンクは9リッターとなる。

### GN50
GN50はRG50EやTS50と同じエンジンを搭載、1981年に発売。最高出力7ps、全長1950mmとサイズ的に大きいボディで80とほぼ同サイズであったが、2人乗りは不可能であり、タンデムシート部分は小物入れとなっている。燃料タンクは同じく9リッターとなる。